# Vozovna Podvesná
Vozovna Podvesná je jediná vozovna pro trolejbusy i autobusy ve Zlíně a Otrokovicích. Je depem a zároveň i sídlem provozovatele městské hromadné dopravy v těchto dvou městech, Dopravní společností Zlín-Otrokovice s. r. o.
Vozovna se nachází ve východní části Zlína ve čtvrti Podvesná. Skládá se ze dvou hlavních hal a garáží pro autobusy. Odstavná plocha pro autobusy je situována v zadní části vozovny.